# نيكات زارين
نيكات زارين (من مواليد 14 يونيو 1996) هي ملاكمة هندية. فازت بالميدالية الذهبية في بطولة العالم للملاكمة للناشئين والشباب عام 2011 في أنطاليا. فاز زارين بالميدالية الذهبية كأس العالم للملاكمة للهواة للسيدات في 2022 و2023. كما فازت بالميدالية الذهبية في دورة ألعاب الكومنولث 2022. حصلت على الميدالية البرونزية في فئة وزن الذبابة الخفيف في دورة الألعاب الآسيوية 2022.

## الحياة الشخصية
ولدت نيكات زارين في 14 يونيو 1996 لمحمد جميل أحمد وبارفين سلطانة في نظام أباد بمدينة أندرا براديش (الآن تلنغانة). أكملت تعليمها الابتدائي من مدرسة نيرمالا هرودايا الثانوية للبنات في نظام آباد. إنها تسعى للحصول على شهادة بكالوريوس الآداب من كلية AV في حيدر آباد، تيلانجانا.

## الملاكمة
عرفت زارين رياضة الملاكمة من والدها محمد جميل أحمد الي دربها مدة عام. ثم تدربت في فيشاخاباتنام للتدريب بإشراف IV Rao الحائز على جائزة Dronacharya في عام 2009. أعلن في عام 2010 أنها "أفضل ملاكمة ذهبية" في بطولة رود ناشونالز.
حصلت نيكات على الميدالية الذهبية فئة وزن الذبابة في بطولة العالم للملاكمة للسيدات والناشئين والشباب في تركيا. واجهت زارين الملاكمة التركية أولكو دمير وفازت بعد ثلاث جولات بزمن قدره 27:16. حصلت على الميدالية الفضية في بطولة العالم للملاكمة للشباب التي أقيمت في بلغاريا عام 2014. فازت بميدالية ذهبية في بطولة كأس الأمم الدولية الثالثة للملاكمة التي أقيمت في نوفي ساد، صربيا في 12 يناير 2014 بعد فوزها على الروسية بالتسيفا إيكاترينا في فئة وزن 51 كجم. فازت بالميدالية الذهبية في بطولة الملاكمة الوطنية السادسة عشرة للسيدات في آسام. فازت بالميدالية الفضية في بطولة تايلاند الدولية المفتوحة للملاكمة التي أقيمت في بانكوك. فازت بالميدالية الذهبية في بطولة ستراندجا التذكارية للملاكمة التي أقيمت في صوفيا، بلغاريا.
فازت زارين على الأوكرانية تيتيانا كوب الحائزة على ميدالية في بطولة أوروبا ثلاث مرات بنتيجة 4-1 لتحصل على ميدالية ذهبية في بطولة ستراندجا التذكارية للملاكمة الثالثة والسبعين في صوفيا، بلغاريا. كما فازت على الحائزة على الميدالية الفضية في أولمبياد طوكيو بوسة ناز جاكر أوغلو في الدور نصف النهائي.
فازت زارين بالميدالية الذهبية في فئة 52 كجم في بطولة العالم للسيدات في 19 مايو 2022 بفوزها على التايلاندية جيتبونج جوتاماس في نهائي وزن الذبابة في إسطنبول، تركيا. أصبحت زارين خامس ملاكمة هندية تفوز بالميدالية الذهبية في بطولة العالم. وكانت ثاني ملاكمة هندية تفوز بالميدالية الذهبية في بطولة العالم خارج الهند.
فازت زارين بالميدالية الذهبية الثالثة للهند في دورة ألعاب الكومنولث 2022 في برمنغهام بعد فوزها على كارلي ماكنول من أيرلندا الشمالية بنتيجة 5-0 في 7 أغسطس 2022 في فئة 48-50 كجم (فئة وزن الذبابة الخفيفة).
فازت ارينب بلميدالية الذهبية الثانية لبطولة العالم في بطولة العالم للملاكمة للهواة للسيدات في نيودلهي 2023 بعد فوزها 5-0 على الفيتنامية نجوين ثي تام بقرار الحكام في فئة 48-50 كجم في 26 مارس 2023.

## البطولات
| البطولات الدولية | البطولات الدولية | البطولات الدولية | البطولات الدولية                        | البطولات الدولية  |
| السنة            | المركز           | الوزن            | البطولة                                 | الموقع            |
| ---------------- | ---------------- | ---------------- | --------------------------------------- | ----------------- |
| 2011             | الأول            | 48               | بطولة العالم للملاكمة للناشئين والشباب  | تركيا             |
| 2014             | الثاني           | 45–48            | بطولة العالم للملاكمة للشباب            | بلغاريا           |
| 2014             | الأول            | 51               | بطولة كأس الأمم الدولية للملاكمة        | نوفي ساد، صربيا   |
| 2018             | الأول            | 51               | بطولة بلغراد الدولية الـ56              | بلغراد، صربيا     |
| 2019             | الثالث           | 51               | البطولات الآسيوية                       | بانكوك، تايلاند   |
| 2019             | الثاني           | 51               | بطولة تايلاند الدولية المفتوحة للملاكمة | بانكوك, تابلاند   |
| 2019             | الأول            | 51               | بطولة ستراندجا التذكارية للملاكمة       | صوفيا, بلغاريا    |
| 2021             | الثالث           | 51               | بطولة اسطنبول البوسفور للملاكمة         | إسطنبول, تركيا    |
| 2022             | الأول            | 51               | بطولة ستراندجا التذكارية للملاكمة       | صوفيا, بلغاريا    |
| 2022             | الأول            | 52               | بطولة العالم للملاكمة للهواة للسيدات    | إسطنبول, تركيا    |
| 2022             | الأول            | 50               | ألعاب الكومنولث الثانية والعشرون        | برمنغهام, إنجلترا |
| 2023             | الأول            | 50               | بطولة العالم للملاكمة للهواة للسيدات    | نيودلهي, الهند    |

## الجوائز
- سفيرة مدينة نظام آباد، تيلانجانا.[22]
- أفضل ملاكم في بطولة عموم الهند للملاكمة الجامعات، جالاندهار، البنجاب - فبراير 2015[12]
- جائزة JFW للتميز في الرياضة 2019.[23]
- جائزة أرجونا 2022[24]

## روابط خارجية
- Indian Boxing Federation Boxer Details Nikhat Zareen
- نيكات زارين على موقع بوكس ريك (الإنجليزية) (registration required)